# Kristjan Raud
Kristjan Raud (22. října 1865 – 19. května 1943) byl estonský malíř a ilustrátor. V roce 1935 ilustroval estonský národní epos Kalevipoeg. Druhé vydání národního eposu s jeho ilustracemi bylo publikováno v roce 1975. Jeho dvojče, Paul Raud, byl rovněž malíř. Jeho podobizna je v Estonsku na bankovce v hodnotě jedné koruny.